# Braç de Perseu

En el diagrama s'observa el braç de Perseu, el braç local seria el braç d'Orió i el punt groc la posició del Sistema Solar

El Braç de Perseu és un dels dos grans braços en espiral de la galàxia de la Via Làctia. El segon braç principal s'anomena braç del Centaure. El Braç de Perseu comença des de l'extrem distal de la llarga barra central de la Via Làctia. Anteriorment, hom pensava que es trobava a 6.400 anys-llum del sistema solar. El braç de Perseu és el més gran dels braços espirals majors de la Via Làctia. També se'l coneix com el braç dels 3 kiloparsecs, que és la distància que el separa del bulb galàctic.
La Via Làctia és una galàxia espiral barrada amb quatre braços majors i almenys dos de menors, el braç de Perseu, amb un radi d'aproximadament 10.700 parsecs, està situat entre el braç del Cigne i el braç de Sagitari. El seu nom es deu a la seva proximitat a la constel·lació de Perseu.
S'especula que el braç menor conegut com a braç d'Orió, que inclou el sistema solar, podria ser una branca del braç de Perseu.
El braç de Perseu conté un gran nombre d'objectes visibles des de la Terra, entre els quals trobem alguns dels Objectes de Messier:
- La Nebulosa del Cranc (Messier 1) i els cúmuls oberts.
- Messier 36
- Messier 37
- Messier 38
- Messier 52
- Messier 103